# Союз арумынского языка и культуры
Союз арумынского языка и культуры (арум. Uniunea trã Limba shi Cultura Armãnã, ULCA; нем. Union für Aromunische Sprache und Kultur, UASK) — организация арумын в Германии со штаб-квартирой во Фрайбург-им-Брайсгау. Он был основан в 1985 году арумынским профессором Василе Барбой, который мигрировал в Западную Германию из Румынии двумя годами ранее вместе со своей женой Катариной Барбой, этнической немкой из Румынии.

## История
Союз арумынского языка и культуры был первой арумынской культурной организацией, принявшей уникальную арумынскую идентичность, а не иностранную, такую как греческая или румынская. Он пропагандирует использование армина в качестве этнонима (названия, данного этнической группе), чтобы подчеркнуть отдельную идентичность аромунов от родственных им румын. ULCA организовала несколько международных конгрессов по арумынам.
В 1984 году Барба основал журнал Zborlu a nostru («Наше слово»), который выходит ежемесячно. В 1985 году он начал публиковаться ежеквартально под названием ULCA. Журнал издаётся Европейским центром арумынских исследований при Фрайбургском университете. Начиная с номеров 1-2 за 2009 год, редакторами журнала являются поэтесса Кира Манцу и журналисты Аурика Пиха и Ташку Лала, все арумыны. Zborlu a nostru — старейшее арумынское издание со времён Второй мировой войны, целью которого является развитие арумынского языка, единственного языка, на котором оно написано, а также продвижение литературных произведений и переводов на арумынский язык. В нём также обсуждаются культурные, филологические, политические и исторические темы об арумынах в балканских странах, в которых они живут. Zborlu a nostru опубликовал работы нескольких недавних арумынских авторов.
Союзу арумынского языка и культуры удалось убедить Парламентскую ассамблею Совета Европы (ПАСЕ) выпустить в июне 1997 года Рекомендацию 1333 (1997) о защите арумынского языка как языка меньшинства среди своих членов. Два года спустя эта рекомендация была принята всеми членами ассамблеи, но, по данным ULCA, фактически она была реализована только в Северной Македонии и Румынии.
Из-за его позиции по дифференциации арумын от любой другой этнической группы, идеи Барбу подверглись критике со стороны некоторых исследователей арумын. ULCA подвергся критике со стороны прорумынского арумынского литературного критика и писателя Христу Чындровяну, который считал, что все арумыны являются этническими румынами. Организация также предприняла несколько безуспешных попыток контактов с арумынами в Греции и иногда отталкивала их, в какой-то момент назвав греческий восточно-православный Вселенский патриархат Константинополя «волком». Более того, Всегреческая федерация культурных ассоциаций валахов решительно отвергла Рекомендацию 1333 (1997) и статус арумын как этнического меньшинства в Греции, заявив, что вместо этого они являются этническими греками.